# Ferdinand H. Barth
Ferdinand H. Barth (* 14. Juni 1932 in Darmstadt; † 23. September 2005 ebenda) war Mitbegründer und Rektor der Evangelischen Fachhochschule Darmstadt, der heutigen Evangelischen Hochschule Darmstadt.

## Leben
Ferdinand Barth entstammte einer eingesessenen Metzger-Familie mit Ladengeschäft in der Pankratiusstrasse 22 im Darmstädter Martinsviertel. Als erster Akademiker der Familie studierte er Theologie in Tübingen und Heidelberg. Seine pfarramtliche Tätigkeit in der Evangelischen Kirche in Hessen und Nassau nahm er in Ober-Ramstadt und Bad Homburg vor der Höhe auf. Von 1963 bis 1968 wirkte er als wissenschaftlicher Referent am Konfessionskundlichen Institut in Bensheim. Währenddessen verbrachte er zehn Monate zur Berichterstattung für den Materialdienst beim Zweiten Vatikanischen Konzil in Rom.
Seine Lehrtätigkeit nahm Barth 1968 an der Höheren Fachschule für Religionspädagogik am Darmstädter Elisabethenstift auf, deren Leitung er in der Nachfolge von Schwester Ria Ratz 1969 übernahm. Das Seminar ging 1970 in die neu gegründete Evangelische Fachhochschule Darmstadt (EFHD) auf. Barth war für die konzeptionelle Gestaltung verantwortlich und wurde Gründungsdekan des Fachbereichs Kirchliche Gemeindepraxis, dem er erneut von 1995 bis 1997 vorstand. 1980 bestätigte das Land Hessen seine Lehrtätigkeit mit der Berufung zum Professor für Systematische Theologie und Religionspädagogik, die er noch über seine Emeritierung 1997 hinaus ausführte. Von 1986 bis 1990 war er Rektor der EFHD.
1990 gründet Ferdinand Barth den Bogen-Verlag Darmstadt als zentralen Verlagsort der EFHD. Barth war Präsident der Konferenz der theologisch-religionspädagogischen Fachbereiche an Evangelischen Fachhochschulen. Er amtierte von 1989 bis 1996 als Vorsitzender des Evangelischen Bundes Hessen und Nassau, dessen Vorstand er von bis 1978 bis 2005 angehörte, und war Präsidiumsmitglied des Evangelischen Bundes. Weitere Engagements galten der Paramentenwerkstatt am Darmstädter Elisabethenstift, deren Förderverein er bis zu seinem Tod leitete und dem Verein für Kirchenmusik an der Darmstädter Stadtkirche, dem er wie der Darmstädter Kantorei über Jahrzehnte angehörte. Er leitete über zwanzig Studienreisen nach Rom.

## Veröffentlichungen (Auswahl)
- Hg: Unvollendete Reformation: Wege zur Gemeindepädagogik, Darmstadt 1995 (Bogen), ISBN 3-920606-10-8
- Kirche und Gemeindepädagogik oder: Die gemeindepädagogische Frage nach der strukturellen Häresie der Pastorenkirche. Darmstadt 1998 (Bogen), ISBN 3-920606-21-3
- Hg. mit Claus Narowski: Politik für die Hochschule im europäischen Haus. Festschrift für Winfried Seelisch, Darmstadt 2003 (Bogen), ISBN 3-920606-34-5
- Die göttliche Komödie. Erläutert von Ferdinand Barth aufgrund der Übersetzung von Walter Naumann , Darmstadt 2004 (WBG), ISBN 3-534-16342-7